# Inmigración neerlandesa en Chile
La inmigración neerlandesa en Chile es el movimiento migratorio de ciudadanos de los Países Bajos hacia la República de Chile. con 50.000 descendientes.

## Historia

### Navegantes neerlandeses en la colonia
La llegada de neerlandeses a Chile se remonta a la Colonia, hacia fines del siglo XVI y comienzos del siglo XVII, cuando comenzaron a llegar a las costas chilenas diversas expediciones de corsarios. Los cuales establecieron contactos con los mapuches, en zonas no habitadas por los españoles, como las islas Mocha y Santa María. Llegando incluso, al tentativo de colonización de Valdivia en 1643. En este período los neerlandeses usaron Chiloé como base de operaciones, para sus ataques a las costas chilenas y peruanas, aprovechando sus buenas relaciones con otros criollos. Entre 1599 y 1722, llegaron a Chile al menos 7 grandes expediciones neerlandesas.

### Primeros inmigrantes
La primera emigración desde los Países Bajos hacia Chile se produjo en 1895 como parte de la colonización europea de Chiloé. La entonces denominada “Inspección General de Colonización e Inmigración chilena" una docena de familias neerlandesas se estableció entre 1895 y 1897 en Chiloé, particularmente en Mechaico, Huillinco y Chacao. En el mismo período arribó a Chile Egbert Hageman. con su familia, el 14 de abril de 1896, estableciéndose en Río Gato, cerca de Puerto Montt. Además, de la familia Wennekool la cual inauguró la colonización neerlandesa a Villarrica.
El cónsul honorario en Temuco, actualmente Germán Nicklas Wickel, celebra todos los años el Día de la Reina, con parte de la comunidad de descendientes, ocasión en la cual siempre se hace un brindis en honor de la reina de los Países Bajos. El embajador de los Países Bajos ha asistido también a la celebración, en la que, por ejemplo, en el año 2000, hubo unos 5000 descendientes de emigrantes neerlandeses. 
En el Museo Regional de la Araucanía, en Temuco, hay un panel con fotos de emigrantes neerlandeses, de hace 100 años.
A principios del siglo XX, llegó a Chile un grupo bastante numeroso de neerlandeses provenientes de Sudáfrica, que se habían establecido para trabajar principalmente en la construcción del ferrocarril. Cuando terminó la segunda Guerra de los Bóeres, la que llevó finalmente a la anexión inglesa de ambas repúblicas en 1902, estos inmigrantes decidieron regresar a su país de origen, muchos de ellos, después de una larga permanencia en campos de concentración. Poco después de su regreso a los Países Bajos, se les presentó la posibilidad de emigrar hacia Chile con ayuda del gobierno chileno.

### Colonización neerlandesa
El 4 de mayo de 1903, un grupo superior a los 200 emigrantes neerlandeses zarparon en el barco a vapor “Oropesa”, de la compañía naviera "Pacific Steam Navigation Company", desde La Rochelle (La Pallice) en Francia. En su mayoría, los emigrantes habían nacido en los Países Bajos: 35% era originario de Holanda Septentrional y Holanda Meridional; 13% de Brabante Septentrional, 9% de Zelanda e igual número de Güeldres. Solo una decena de niños había nacido en Sudáfrica (Pretoria, Johannesburgo, Valkrust, Roode Koog, Muurfontein, Platrand, Watersaltoon). Entre los emigrantes había un pequeño grupo de solteros, pero, los demás eran todos matrimonios con niños (algunos tenían incluso 5 niños). 
El 5 de junio arribaron en tren a su destino final, la ciudad de Pitrufquén, ubicada al sur de Temuco, próxima al caserío de Donguil. Otro grupo de neerlandeses llegó poco después a Talcahuano, en el “Oravia” y el “Orissa”. La colonia neerlandesa en Donguil fue bautizada como “Colonia Nueva Transvaal”. Allí se establecieron más de 500 familias con el propósito de comenzar una nueva vida. Más tarde les seguirían otras veinte. 
Entre el 7 de febrero de 1907 y el 18 de febrero de 1909, arribó el último grupo de familias bóeres. Son 10 familias con un total de 45 personas que se establecen en la empresa agrícola Rupanco. Casi todos son agricultores. La mayoría llega con el barco “Thuringia” y el “EDFU”, al puerto de Corral. Otros arriban a Talcahuano, en el “Ortega”.

### "Nueva Transvaal"

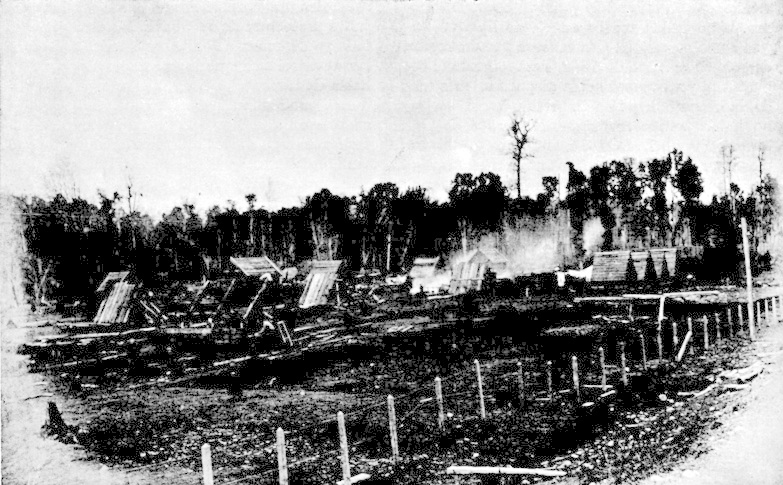
Colonos Bóeres en Gorbea hacia 1903

Los colonos neerlandeses bóeres llegaron inicialmente a Pitrufquén (en ese momento denominada como Lisperguer) el 4 de junio de 1903, donde fueron recibidos con grandes manifestaciones de simpatía y afecto por los vecinos de la ciudad, siendo oportunamente solicitada por el Gobierno chileno la cooperación de éstos, quienes dispusieron de sus hogares hasta ser definitivamente radicados. Se les entregaba, entre otros alimentos, un kilo de carne por persona, a cada grupo familiar. 
Todos los días los varones viajaban hasta el caserío de Donguil donde estaría la futura ciudad de Gorbea, con el fin de preparar, desbrozar y nivelar los sitios asignados a cada colono, debiendo construir sus respectivas casas habitacionales. 
El medio de locomoción para estos viajes era un tren de carga, conocido como “Lastrero”, totalmente descubierto, sin rejas ni resguardo alguno; que lo hacía un medio de transporte extremadamente peligroso para la seguridad personal. Este convoy recorría diariamente el tramo Pitrufquén - Lastarria, y el tren de pasajeros del norte, solo desde Santiago hasta Pitrufquén y viceversa. 
En la vieja Lisperguer (hoy Pitrufquén) permanecieron algunos meses y una vez entregados los terrenos y construidas sus viviendas en Gorbea, las habitaron definitivamente. Estas quedaron levantadas en el sector oriente de la línea férrea y desde el norte, a partir de la propiedad habitacional del vecino Juan Zaldain, hasta el sur por Avenida O'Higgins, a la altura del sitio que ocupara el Servicio de Seguro Social. 
Durante el primer año de permanencia en el villorrio los varones adultos se dirigían de madrugada a laborar en la obra vial que les dará paso de entrada a las tierras asignadas por el Fisco. 
El camino se abre con el esfuerzo mancomunado de todos los colonos, en un ancho de más o menos unos 4 metros, y se prolonga hasta el kilómetro 15. La construcción de la vía, ubicada al oriente del caserío Donguil, duró tres años y se le denominó Faja Bóer, actualmente llamada Cuarta Faja.
La Colonia "Nueva Transvaal" estaba conformada en su gran mayoría por familias de colonos neerlandeses y algunos neerlandeses participantes en las Guerras de los Bóeres, quienes a pesar de no tener el oficio de agricultor, con mucho esfuerzo penetran la montaña virgen y enmarañada, escampan la tierra y labran para el cultivo agrícola. 
Apellidos de familias neerlandesas a quienes se les asignaron tierras en la colonia de Nueva Transvaal (Cuarta Faja o Faja Bóer) en Gorbea, conformada por 52 unidades familiares entre 1904 y 1905, que quedaron distribuidos en las tierras al oriente de la estación de ferrocarriles de Gorbea, fueron los siguientes: 
Bakx, Blankewoort, Boll, Bout, Bruggink, De Groot, De Vos, Doll, Dommisse, Graavendaal, Gunther, Hagedorn, Happe, Heijboer, Jans, Keuter, Klaassens, Knyff, Kolck, Kroon, Kankhorst, Lourens, Louwerens, Michelbrink, Nije, Nordmann, Oltmans, Osterhout, Ottens, Rinnoij, Rovers, Sanders, Shalk, Shalker, Strooij, Tervooren, Tijmes, Tolhuijsen, Tundermann, Ulrich, Van der Horst, Van der Lubbe, Van der Ploeg, Van Dijk, Van Sloten, Van Weezel, Vliegenthart, Wenselaar y Wickel.
Sin embargo, la rigurosidad del clima, las dificultades del idioma y la dureza de las formas de vida, obligó a varios a desistir de la condición de colono, enfilando hacia otros del país, como Temuco, donde hasta el día de hoy existe un consulado Honorario, además de Santiago.
En la actualidad se calcula en aproximadamente en 100 000 los descendientes de neerlandeses, la mayoría ubicados en la Región de la Araucanía, específicamente en la provincia de Malleco, Gorbea, Pitrufquén, Faja Maisan y alrededores de Temuco.

## Chilenos notables de ascendencia neerlandesa
- Carlos van Buren, filántropo y banquero.
- Felipe van de Wyngard, triatleta.
- Denisse van Lamoen, tiradora con arco.
- Esteban Valenzuela van Treek, diputado.
- Cristián Precht, sacerdote católico.
- Jacqueline van Rysselberghe, senadora.
- Enrique van Rysselberghe, alcalde.
- Ángel Flisfisch, diputado.
- Alberto van Klaveren, ministro de relaciones exteriores.
- Pablo Huneeus, escritor.
- Jorge Huneeus Zegers, ministro de justicia.
- Francisco Huneeus Gana, senador.
- Ester Huneeus, más conocida como Marcela Paz, escritora.
- Ingrid Isensee, actriz.
- Josefa Isensee, modelo.
- Francesca Cigna van der Meulen, bailarina.
- Roberto Vander, actor.
- Roberto van Cauwelaert, conductor de televisión.
- Felipe Harboe, político.
- Rubén Campos Heijboer, diseñador de modas.

Sebastian Jans (Gran Maestro de la Masonería Chilena)